# Germaine Krull

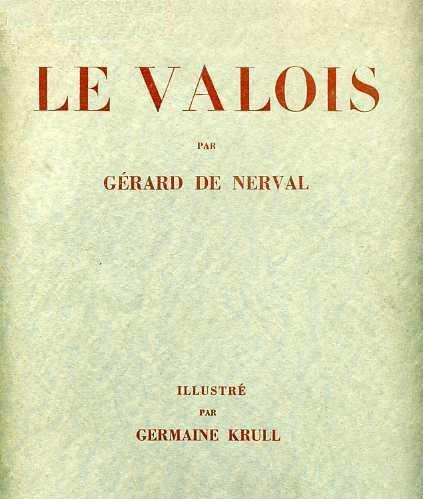
Le Valois

Germaine Luise Krull (Wilda-Poznań, Polen, 29 november 1897 – Wetzlar, 30 juli 1985) was een Duits-Frans fotograaf, politiek activist en hoteleigenaar, die ook geruime tijd in Nederland actief was. In haar lange en bewogen carrière woonde ze op vier continenten en maakte ze heel divers werk, van avant-garde tot mode- en reclamefotografie en fotojournalistiek. Ze was bevriend met veel bekende figuren uit haar tijd en maakte portretfoto's van onder andere Sergej Eisenstein, Walter Benjamin, André Malraux, Jean Cocteau en Colette, die vaak zonder vermelding van haar naam gepubliceerd werden.

## Leven en werk
Germaine Krull groeide op in een welvarend, progressief Duits gezin dat tijdens haar jeugd een aantal keren binnen Europa verhuisde. Haar vader, een ingenieur en vrijdenker, gaf haar thuisonderwijs en liet haar toe om zich als jongen te verkleden. Ze studeerde fotografie aan de Bayerische Staatslehranstalt für Lichtbildwesen in München van 1916 tot 1918.
Na haar studie opende ze een fotostudio in München (1919). Rond die periode werd ze politiek actief; ze sloot zich aan bij de Communistische Partij van Duitsland, werd uit Beieren verdreven vanwege haar communistische activiteiten, en verhuisde een tijd naar de Sovjet-Unie, waaruit ze later als 'anti-bolsjewiek' weer verdreven zou worden. Hierna verhuisde ze naar Berlijn, waar ze ook tussen 1922 en 1924 een fotostudio uitbaatte.
In 1925 verhuisde Krull naar Amsterdam. Ze was bevriend met mede-communist en filmmaker Joris Ivens, met wie ze van 1927 tot 1943 een schijnhuwelijk sloot. Hierdoor verkreeg Krull een Nederlands paspoort, dat haar in staat zou stellen om door Europa te reizen. In 1928, intussen actief in Parijs, publiceerde Krull het foto-album Métal, dat volledig bestond uit foto's van moderne industriële constructies (hijskranen, fabrieken, schoorstenen, de Eiffeltoren...) uit Nederland en Frankrijk. In diezelfde periode maakte Ivens zijn film De brug (en) (over De Hef in Rotterdam), waar ook de stalen industriële structuur van dit bouwwerk centraal stond. 
Tijdens haar jaren in Parijs, van 1924 tot 1931, werkte Krull als freelancer aan advertenties, mode- en portretfotografie. Later voegde ze ook fotojournalistiek aan haar portfolio toe. Ze werkte er voor tijdschriften als Vu, Arts et métiers graphiques en Marianne, en raakte  bevriend met onder andere Sonia Delaunay, Robert Delaunay, Eli Lotar, André Malraux, Colette, Jean Cocteau en André Gide.
In de Tweede Wereldoorlog raakte ze ontgoocheld door de regering van Vichy-Frankrijk en probeerde ze zich bij de Vrije Franse Strijdkrachten in Afrika aan te sluiten. Na een intermezzo in Brazilië, waar ze de stad Ouro Preto fotografeerde,:227–231 verbleef ze tussen 1942 en 1944 in Brazzaville in Frans Equatoriaal Afrika. Daarna woonde ze enkele maanden in Algiers; vervolgens keerde ze terug naar Frankrijk.:231–243
Na de Tweede Wereldoorlog reisde ze naar Zuidoost-Azië als oorlogscorrespondent. In 1946 werd ze mede-eigenaar van het Oriental Hotel in Bangkok, Thailand, een rol die ze tot 1966 vervulde.:245–252 Ze publiceerde in deze periode drie boeken met foto's en werkte ook samen met Malraux aan een project over de beeldhouwkunst en architectuur van Zuidoost-Azië.:252–255
Nadat ze in 1966 met pensioen ging in het hotelwezen, woonde ze kort in de buurt van Parijs, verhuisde toen naar Noord-India en bekeerde zich tot de Sakya- school van het Tibetaans boeddhisme.:257–260 Haar laatste grote fotografische project was de publicatie van een boek uit 1968, Tibetans in India, met een portret van de Dalai Lama.:257–263 Na een beroerte verhuisde ze naar een verpleeghuis in Wetzlar, Duitsland, waar ze in 1985 overleed.:265

## Werk in openbare collecties
In Nederland hebben onder andere het Rijksmuseum en het Stedelijk Museum Amsterdam werk van Krull in de collectie. In 2000 deed een internationale reizende tentoonstelling van haar werk de Kunsthal in Rotterdam aan.